# Euphorbia mellifera
Euphorbia mellifera är en törelväxtart som beskrevs av William Aiton. Euphorbia mellifera ingår i släktet törlar, och familjen törelväxter. Inga underarter finns listade i Catalogue of Life.

## Bildgalleri

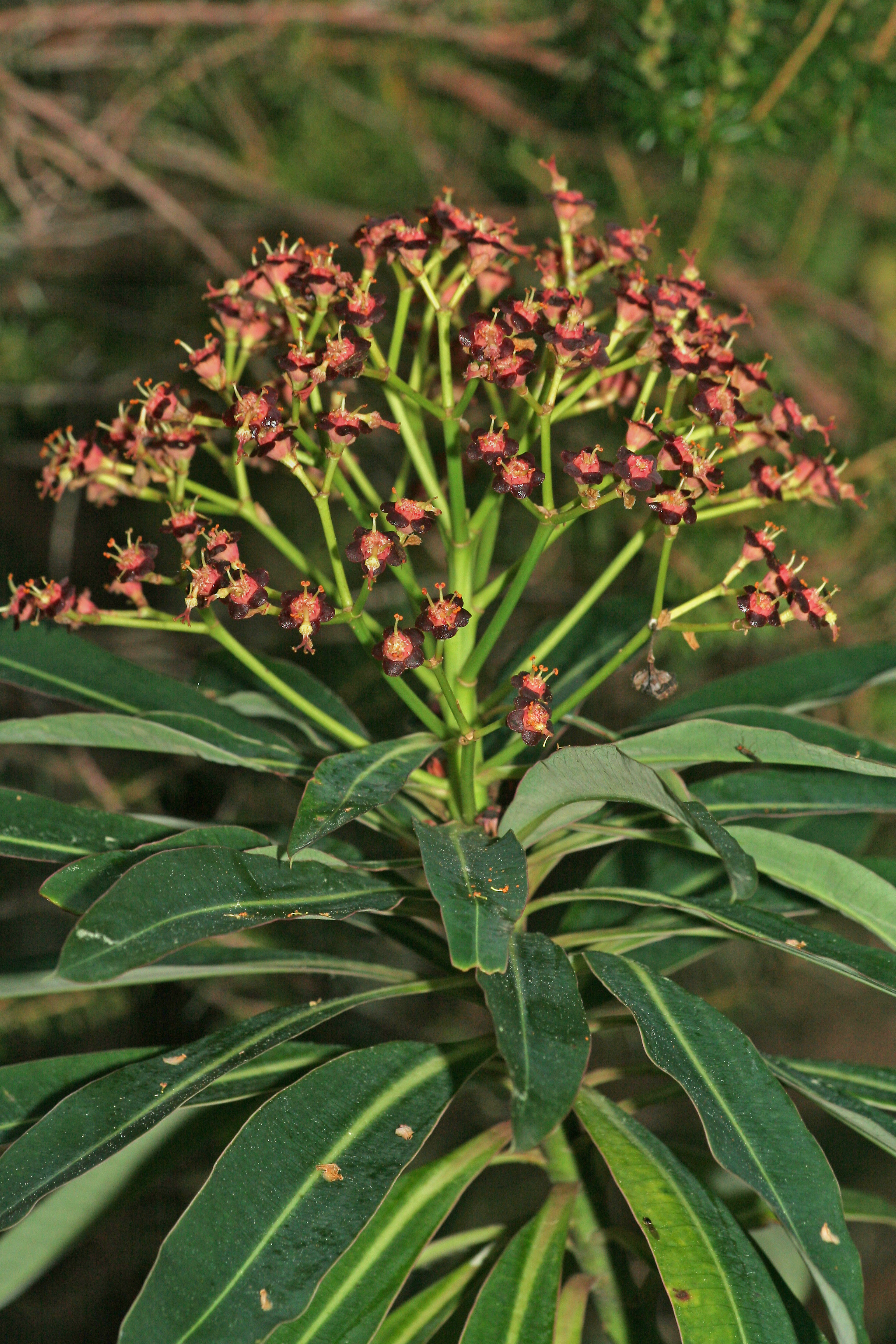